# The Simpsons: Mischief & Mayhem
The Simpsons: Mischief & Mayhem är en brittisk dokumentärfilm om Simpsons som sändes i Storbritannien på Sky 1 den 12 januari 2010. Programmet sändes med svensk undertext den 26 december 2010 på TV6.
Berättarrösten är Ricky Gervais och i dokumentären intervjuas kändisar som anser att serien är kontroversiella och hur showen har innehåller allt från politik till sexuell läggning. Man tittar också på produkter från Simpsons och berättar om dess samlare. I dokumentären visas även flera klipp från TV-serien.

## Handling
Mike Scully och Al Jean inleder dokumentären genom att berätta om vad som är tillåtet innan Matt Groening berättar vad han anser om Homer Simpsons humör under han besök på Cannes TV-festival. Gästskådespelarna Goerge Takei, Hugh Hefner och Tony Hawk berättar vad de gillar med serien. Mike Scully tar vid och berättar att de gör Simpsons för vuxna men är medvetna om att barn ofta tittar på serien. Tony Hawk och Al Jean berättar hur barnen kan tänka då de ser på Simpsons. Mike Scully fortsätter att berätta lite om serien och kampen de har med Fox för att göra som de vill.
David Mirkin berättar hur författarna uttrycker sin ilska genom serien och Mike Scully fortsätter berätta var de anser att gränsen kan gå. James L. Brooks försvarar serien innan Mike Scully fortsätter berättar om kampen de har med Fox. James L. Brooks fortsätter berätta vad de söker då de gör serien. Gästskådespelarna George Takei, Joe Mantegna, Simon Cowell och Elliot Gould berättar varför de tror att folk ser serien tillsammans med Mike Scully avslutar med att förklarar deras mål med serien. Dokumentären fortsätter genom att förklara hur religionen förlöjligas i Simpsons. Al Jean berättar om en pr-kampanj inför The Simpsons: Filmen och Mike Scully berättar om hur avsnittet Sunday, Cruddy Sunday irriterade katolikerna. Al Jean berättar varför han älskar Fox och ger exempel på skämt om George Bush de gjort i serien. David Mirkin berättar varför serien anses okej idag tillsammans med Mike Scully som berättar hur serien skapade rubriker bland föräldrar i starten. Matt Groening berättar varför han älskar produkter från Simpsons och James L. Brooks berättar om produkter som blivit ratade. Al Jean och Matt Groening berättar om inofficiella produkter som de själv köpt och David Mirkin tar upp om hur stor del som egentligen är piratkopior. Matt Groening berättar om en afrikansk stam som gör skulpturer med figurerna från Simpsons med tillstånd. Mike Scully berättar om ironin att både produkterna och serien görs av personer i uländer. Nancy Cartwright berättar varför hon tror att produkterna blivit framgångsrika.
James L. Brooks, Christina Ricci, Elliot Gould, George Takei och Tony Hawk berättar vilka Simpsonsprylar de äger och James L. Brooks passar på att berätta att de delar ut prylar ibland. Joe Mantegna berättar hur det kändes då Fat Tony kom som en docka med sin egen röst innan Matt Groening berättar hur lågt de kan tillverka prylar och berättar vad för pryl han önskade mest av allt skulle tillverkas. Al Jean berättar hur det kändes då Simpsons blev frimärken i USA och James L. Brooks berättar om The Simpsons Ride tillsammans med Mike B. Anderson. Matt Groening, Nancy Cartwright, Al Jean och Joe Mantegna avslutar med att berätta om personer som har Simpsonstatueringar.
Dokumentären fortsätter genom att utforska det internationella med Simpsons. Matt Groening berättar hur de kommer på historierna som handlar om utlandet. David Mirkin och Al Jean berättar om vad Brasilien anser om Blame It on Lisa. James L. Brooks berättar om vad de i Frankrike ansåg om The Crepes of Wrath. Al Jean berättar vad de anser i Japan och Australien om Simpsons angående avsnitten Thirty Minutes over Tokyo tar även upp avsnittet Bart vs. Australia tillsammans med James L. Brooks. Tony Hawk berättar vad han anser att de skämtar med utlänningar. Matt Groening berättar om dubbningen av serien och banningen i vissa länder. Mike Scully berättar om varför de skämtar ofta om andra länder. Tony Hawk berättar vad han tror de anser om Simpsons i utlandet. Matt Groening berättar att Philippe och Veronique som gör Homer och Marge i Frankrike och berättar att de numera är gifta med varandra tillsammans med Nancy Cartwright. Mike Scully, Simon Cowell, Al Jean och Christina Ricci avslutar dokumentären med att berätta vad de anser om brittisk humor och de berättar om avsnittet The Regina Monologues, Matt Groening tar också upp populariteten av USA i andra länder.